# Melville Macnaghten

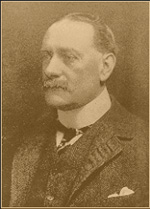
Sir Melville Macnaghten

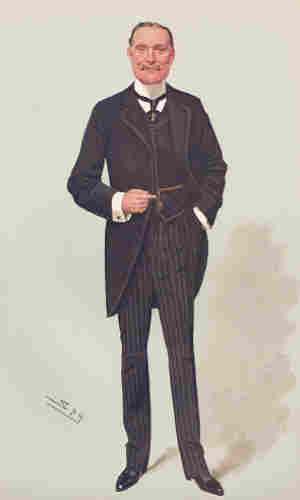
Caricatura de Macnaghten por Spy para a revista Vanity Fair, 1908

Sir Melville Leslie Macnaghten CB KPM (16 de Junho de 1853, Woodford, Londres − 12 de Maio de 1921) foi o comissário assistente da Polícia Metropolitana de Londres de 1903 até 1913. Teve papel importante em casos que estabeleceram e tornaram aceitável o uso da identificação por impressão digital. Também foi importante na busca e captura de Dr. Crippen, e na exoneração de Adolph Beck, que havia sido condenado injustamente, caso que ajudou a levar à criação do Tribunal de Recurso Penal em 1907.
Quando se aposentou prematuramente em 1913 por problemas de saúde, Macnaghten afirmava saber a identidade exata de Jack, o Estripador, pseudônimo dado ao assassino em série que matava prostitutas pobres na área de East End, no final da era vitoriana. O chefe de polícia chamava o assassino de "aquele homem notável", porém se recusava a divulgar seu nome ou detalhes que pudessem identifica-lo, exceto por revelar que o homem havia cometido suicídio no final do ano de 1888. Macnaghten afirmava também ter destruído todos os papéis relevantes à identidade do assassino, de modo que sua identidade permaneça em segredo para sempre. Desde 1965 é de conhecimento público que o suspeito de Macnaghten era Montague John Druitt, um jovem barrister que, sem explicações, cometeu suicídio se afogando no Rio Tâmisa, no começo de Dezembro de 1888. A fonte da suposta "informação privada" sobre Druitt tem dois candidatos, ambos descobertos somente no começo do século 21. Um é um político do partido Tory, H. R. Farquharson, que morava perto da família Druitt e que também estudou em Eton, junto com Macnaghten. O outro é o Coronel Sir Vivian Majendie, amigo muito próximo do chefe de polícia cujo clã familiar tinha relação com a família Druitt. É provável que ambos os homens fossem, ao mesmo tempo, as misteriosas fontes de informação do chefe de polícia sobre o barrister afogado.
A partir de 1959, Macnaghten ficou conhecido por um importante relatório escrito em 1890, que cita três possíveis suspeitos do caso Jack, o Estripador. Existem duas versões do documento, umas delas conservada nos arquivos da Scotland Yard. Porém foi a pessoal de Macnaghten, na posse de sua filha Christabel – a versão que defendia "M. J. Druitt" como o suspeito mais provável de ser o assassino de Whitechapel – que foi revelada em 1959. A opinião de Macnaghten de que o caso estava possivelmente resolvido e que era um "maníaco Proteano" que teria tirado sua própria vida, já havia sido confirmada em sua autobiografia de 1914, "Days of My Years", onde o nome de Druitt não é mencionado (e nenhum outro suspeito apontado como o possível assassino).
Recentemente, a escritora francesa Sophie Herfort argumentou que o próprio Macnaghten foi responsável pelos assassinatos de Jack, o Estripador.